# Brenda K. Starr
Brenda K. Starr, vlastním jménem Brenda Kaplan (* 15. října 1966), je americká dance-popová, freestyle zpěvačka, nyní aktivní především v žánru salsa.
Je známá díky písním jako "I Still Believe", "No Matter What" a "Pickin' Up Pieces".

## Biografie
Starr sa narodila židovské rodině v roce 1966. Později v roce 1985 debutovala albem I Want Your Love, ze kterého pochází mírně úspěšný singl "Pickin' Up Pieces". V roce 1988 skórovala s Hot 100 hitem "I Still Believe", který se umístil na #13 příčce v popovém žebříčku Billboard.
Starr se rovněž objevila ve filmu Beat Street, který je o breakdancingu a hip hopu.
V současnosti je aktivní především na latinskoamerické hudební scéně.

## Diskografie

### Alba
- 1985: I Want Your Love
- 1987: Brenda K. Starr  - US #58
- 1990: By Heart
- 1997: Te Sigo Esperando
- 1998: No Lo Voy a Olvidar
- 2000: Petalos de Fuego - US tropical #15
- 2002: All Time Greatest Hits
- 2002: Temptation - US latin pop #28, US tropical # 3
- 2004: So Good: 12" Club Collection
- 2005: Atrevete a Olvidarme - US tropical #9

### Singly
- 1985: "Pickin' Up Pieces" - R&B #83, Dance #9
- 1987: "Breakfast In Bed"/"Desayuno De Amor" - Dance #18, US latin pop #6
- 1988: "I Still Believe" - US #13
- 1988: "What You See Is What You Get" - US #24, Dance #6
- 1991: "No Matter What" (w/George Lamond) - US #49
- 2002: "Por Ese Hombre" (w/Tito Nieves a Víctor Manuelle) - US latin pop #11